# Малі Мошківці
Малі́ Мо́шківці — село в Україні, у Червоненській селищній територіальній громаді Андрушівського району Житомирської області.
Село розташоване на березі річки Пустохи (ліва притока Гуйви), за 17 км на південний захід від районного центру.
Станом на 2008 в селі є клуб, сільська бібліотека, приміщення сільської ради, ФАП та три магазини. Колективного підприємства не існує, земля передана в оренду ПСП Агрофірма «Світанок».

## Географія й історія
Станом на липень 2019 року кількість населення становить — 463 особи.
У 1906 році село Солотвинської волості Житомирського повіту Волинської губернії. Відстань від повітового міста 39 верст, від волості 14. Дворів 174, мешканців 1109.
Є міф про те, що на території села проживав багатий пан Мошко і було в нього двоє синів[джерело?]. Після смерті батька вони розділили його землі на дві половини. І так утворились два села: Великі Мошківці і Малі Мошківці. Малі мошківці хоч і малі, але мають більшу територію і мають більшу кількість населення. Землі Маломошковецької сільської ради становлять 1400га, саме село займає 265 га.
Взагалі село відоме з 1601 року. До того мало назву Малоозерянське. Радянську владу в селі встановлено у січні 1918 року, а в 1925 році було створено кооперативне товариство. Неоминули наше село страшні роки голодомору 1932-33 років. Цей період становлення колективізації забрав дуже багато життів наших односельчан. По непідтвердженим даним зі слів громадян-старожилів, від голоду померло в ті роки 486 наших односельчан. В людей забирали останнє, а найважче було тим людям, які не хотіли йти в колгосп. Люди були вкрай виснажені, спасались хто чим міг.
Їли полову, лободу, гнилу картоплю, пекли млинці з торфуз мелясою, їли цвіт акації, калачики. В селі був випадок, коли батьки з'їли дитину. Ті люди, які працювали на заводах сусіднього села Червоне отримували пайки і ними ділилися зі своїми рідними. Цим людям жилося краще.
Не минула село і Німецько-радянська війна. 273 жителі села пішли захищати нашу Батьківщину. 120 не повернулося з війни, полягли в боях. 73 громадяни відзначені орденами і медалями. Михайло Іванович Струтовський — повний кавалер ордена Слави, його погруддя встановлено в м. Андрушівка. М. Г. Самійленко нагороджений орденом Леніна. Село Малі Мошківці було звільнене в грудні 1943 року. В селі знаходиться братська могила воїнів, які захищали село від гітлерівських окупантів і в 1958 році їм був встановлений пам'ятник «Воїну — визволителю». В братській могилі захоронено 13 воїнів.
В 1986 році сільською радою був побудований монумент загиблим, на плитах якого викарбувані імена всіх воїнів, які не повернулися на рідну Батьківщину.
На території села був колгосп «Жовтень». В 1950-ті роки він почав розбудовуватись, спочатку було побудовано два тваринницькі приміщення, був посаджений сад 10га. Господарство деякий час було відстале, а ж тільки в 1963 році, коли головою був обраний Пашинський Леонід Євгенович, керівництво прийняло постанову про перетворення колгоспу в спецгосп з відгодівлі великої рогатої худоби (ВРХ). Господарству виділялись кошти на закупівлю худоби від населення. Справи в господарстві покращились, було побудовано нову контору, дитячі ясла, медпункт.
У 1962 році в зв'язку з укрупненням районів село було приєднане до Бердичівського району, а в 1964 році знову повернулося до Андрушівського району. В 1965 році Уряд СРСР, прийняв Постанову про переведення всіх колгоспів на грошову оплату, було ліквідовано трудодні. Це був черговий підйом сільського господарства.
В 1964 році колгосп «Жовтень» було перейменовано в колгосп імені Косіора. Господарство займалося вирощенням зернових, цукрових буряків, овочівництвом. В господарстві було ВРХ майже 700 голів, 30 свиней, 18 коней, було 15 тракторів, 14 автомашин, комбайни, було 80 бджолосімей, була механічна і деревообробна майстерня, пилорама. В 1992 році господарство було перейменовано КСП «Промінь», господарство очолив Гребенюк Василь Григорович. За його керування в селі було прокладено майже 500 метрів асфальтної дороги, підведено до села газ і проведено в селі 2,5 км газової мережі.
В 1995 році було проведено розпаювання земель та майна в господарстві. Василь Григорович Гребенюк пішов на пенсію і почали змінюватись керівники, а господарство стало занепадати. Хоч воно було перейменовано два рази спочатку було ПОСП «Маломошковецьке», а потім СТОВ «Світанок», змінились тільки назви, а із — через борги господарство розвалилось. Станом на 2008 продано все: техніка, будівлі, залишився пустир. Дуже страшно… Люди будували стільки років і виявилось, що дарма. Наші діти, чоловіки, молодь, тепер шукають роботу десь далеко, а село розвалюється.

## Школа
Була в селі школа, була ще до війни і в війну, а тепер немає, теж дали розвалитись. Ніде не збереглось, хто був директором в ті далекі часи, а тільки згадують Сергія Яковича Матвійчука, який став директором в 1956 році. За його керування в селі був посаджений вишневий сад на площі 4 га. Потім директорами школи були Мамотенко Ганна Тимофіївна, Мохова Ніна Семенівна, а з 1961 року директором був призначений Гребенюк Василь Григорович. Школа була культурним центром села. На той час в школі нараховувалося 214 учнів, працювало 13 учителів.
В 1962 році до школи було підведено електрострум з колгоспної електростанції, а Новий 1963 рік школа зустрічала з телевізором, який був перший в селі. Люди вечорами приходили дивитися телепередачі.
Біля школи були побудовані стадіон, географічний майданчик, окремо був побудований обладнаний кабінет біології. В біокабінеті було кілька саморобних акваріумів з рибами, плазунами, маміями і муляжами окремих тварин.
Також в школі була збудована майстерня, де булі стругальні, токарні, різані верстати по дереву та по металу. Дітей навчали майструвати. Також школа була перша в районі, де були запроваджені гарячі сніданки та обіди. Всі овочі і фрукти вирощували самі діти. В школі були теплиці,  де вирощені огірки і цибуля радували школярів уже на Новий рік.
А ще в школі були дуже гарні ділянки де вирощували троянди, сільськогосподарські культури, багато колекційних рослин, які одержували з Києва. Школа мала зв'язок з Никітським ботанічним садом в Криму.
Був посаджений великий вишневий сад, він підсаджувався грушами і яблунями. Школа збирала по 2 тонни вишень, була своя картопля, малина, яку брали для своїх цілей, а частину реалізовували.
В школі був свій трактор ХТЗ — 7, на якому учні під керівництвом Ю. П. Українця орали шкільну ділянку. Але в 1976 році школа припинила своє існування. Ще деякий час там був піонерський табір, потім школа розвалилась зовсім і її розібрали. В селі також були дитячі ясла, які тепер теж не функціонують, будинок відданий під квартиру.

## Бібліотека
Після встановлення радянської влади в селі була хата — читальня. Вона розміщувалася в одному з розкуркулених будинків. Там пізніше була і сільська рада, а бібліотека була перенесена в інше місце. Коли була бібліотека справжня не відомо, десь в 1956 році були знайдені записи про те, бібліотекарем була Хлуєва Марія Федорівна. Вона працювала в бібліотеці понад 25 років. Нове приміщення бібліотеки було побудовано в 1975 році.
Пізніше бібліотекарем стала працювати Маковецька Алла Миколаївна, вона також відпрацювала в бібліотеці 20 років. Станом на 1976 рік в бібліотеці нараховувалося 10 тис. книг. В даний час бібліотечний фонд становить 8349 книг.

## Відомі люди
В селі народилися:
- Семенюк Микола Павлович (1949) — український поет
- Струтовський Михайло Іванович (1910—1983) — повний кавалер ордена Слави[2].